# Dina Spybey
Dina Spybey (* 29. August 1965 in Columbus, Ohio) ist eine US-amerikanische Schauspielerin.

## Leben und Leistungen
Spybey debütierte in einer Folge der Fernsehserie Lifestories: Families in Crisis aus dem Jahr 1992. Für diesen Gastauftritt wurde sie im Jahr 1993 mit dem Daytime Emmy ausgezeichnet. Ihre Auftritte in der Fernsehserie Remember WENN im Jahr 1996 brachten ihr 1997 gemeinsam mit anderen Beteiligten eine Nominierung für den Screen Actors Guild Award. In der Komödie Solange du da bist (2005) verkörperte sie die Schwester von Elizabeth (Reese Witherspoon), derer Geist sich David (Mark Ruffalo) zeigt.
Spybey ist seit dem Jahr 2000 mit dem Regisseur Mark Waters verheiratet.

## Filmografie (Auswahl)
- 1996: Big Night
- 1996: Striptease
- 1996: Der Club der Teufelinnen (The First Wives Club)
- 1996: SubUrbia (subUrbi@)
- 1996: Remember WENN (Fernsehserie)
- 1997: In letzter Konsequenz (Julian Po)
- 1997: Der Mann an sich... (Men Behaving Badly, Fernsehserie)
- 1998: Fahr zur Hölle Hollywood (An Alan Smithee Film: Burn Hollywood Burn)
- 2000: Ist sie nicht großartig? (Isn't She Great)
- 2001: Six Feet Under – Gestorben wird immer (Six Feet Under, Fernsehserie)
- 2002: John Q – Verzweifelte Wut (John Q)
- 2002: Voll Frontal (Full Frontal)
- 2002: Greg the Bunny (Fernsehserie)
- 2003: Freaky Friday – Ein voll verrückter Freitag (Freaky Friday)
- 2003: Die Geistervilla (The Haunted Mansion)
- 2005: Solange du da bist (Just Like Heaven)